# Melampsora laricis-pentandrae
Melampsora laricis-pentandrae är en svampart som beskrevs av Kleb. 1897. Melampsora laricis-pentandrae ingår i släktet Melampsora och familjen Melampsoraceae.   Inga underarter finns listade i Catalogue of Life.